# مونتروي (سين سان دوني)

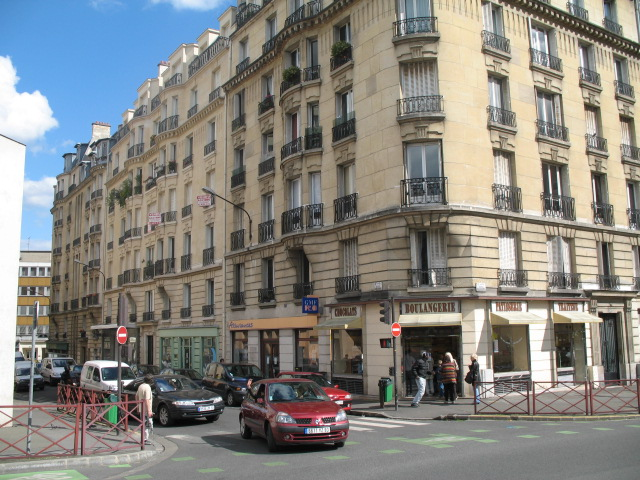
أحد أحياء مونتروي.

مونتروي ،أو  سين سان دوني (بالفرنسية: Montreuil, Seine-Saint-Denis)‏. مونروي هي مدينة فرنسية تقع في الضاحية الشرقيية لمدينة باريس ولكن لها بلدية مستقلة عن بلدية باريس, وتبعد عن مركز مدينة باريس بحوالي 6.6 كيلومتر (4.1 ميل).وتعتبر مونتروي ثالث أكبر تجمع سكاني في منطقة باريس(بعد بلديتي بولوني بيلانكور وارجينتويل).وتتمركز مدينة مونروي بالقرب من حديقة بوا دو فينسين.

## الاسم
أطلق اسم مونتروي وتم تسجيلها لأول مرة في مرسوم ملكي عام 722م وكانت تسمى قبلا ب موناسيتريولوم،وهي كلمة لاتينية تعني «الدير الصغير». حيث بدأت كمجموعة من المنازل التي بنيت حول هذا الدير الصغير.

## السكان
ازداد عدد السكان اضعاف بسبب الهجرة المكثفة إليها من داخل فرنسا وخارجها.حيث يشكل المهاجرين من أصول فرنسية ما نسبته 73.1
من السكان المهاجرين ومن خارج فرنسا%26.9.

## التاريخ
كانت هذه المدينة محمية بموجب صك ملكي من الملكين الفرنسيين لويس الرابع عشر ولويس السادس عشر حيث كانت تمد البلاط الملكي بالفواكه التي كانت تزرع في ارجائها، وبعد فترة لاحقة أصبحت محمية من قبل الأخوين لومير وجورج ميليس من عائلة النبلاء حيث استملكا هذه المنطقة وأصبحت من إحدى اقطاعاتهم. 
. في 1 كانون الثاني من عام 1860.م، بدأت مدينة باريس بالتوسع وضم البلدات المجاورة لها وفي تلك الفترة قسمت مونتروي بين بلديتي باريس وباينوليه.اما اليوم فتتألف مونتروي من عدة أقسام ومراكز وهي: ا
- ) لوبا مونتروي(التي كانت تحتوي على مراكز العمل والمصانع وهي متاخمة لبلدية سان ماندي.
- ) مركز البلدية (بلدية المدينة) فيها مراكز التسوق ومركز البلدية والكنيسة الدير القديم.
- )بارك دي غويلاندس  وو مدينة دو فال، وروبسبير المتاخمة لباينوليه)، *) لو بيل اير فيها حديقة ديس.
- )لا بواسير وهي في القسم الشمالي من مونتروي وتطل على  نوازي لو سيك وفونتاي سو بوا).

## التراث الفني
أهم ما تقوم به المدينة من التراث الفني هو صناعة خزف واللوحات الجدارية، وفيها مدرسة حكومية تحمل اسم فولتير بنيت من قبل بواتيل موريس في عام 1954و هذه المدرسة تعلم فن الزينة والرسم والفنون التشكيلية والجدارية (السيراميك واللوحات الجدارية).

## توأمة
لمونتروي (سين سان دوني) اتفاقيات توأمة مع كل من:
- كوتبوس (1959 - )
- هاي دونج [الإنجليزية]‏
- دياديما، ساو باولو
- تشانغتشون
- أكادير
- بيت سيرا
- بيستريتسا
- غروسيتو
- مايتشي
- سلاو
- الدائرة يليماني [الإنجليزية]‏

## أعلام
- نيلس أريستروب
- إلودي بوشيه
- مهدي عبيد
- جمال عبدون
- أوليفر داكورت